# 欽安殿

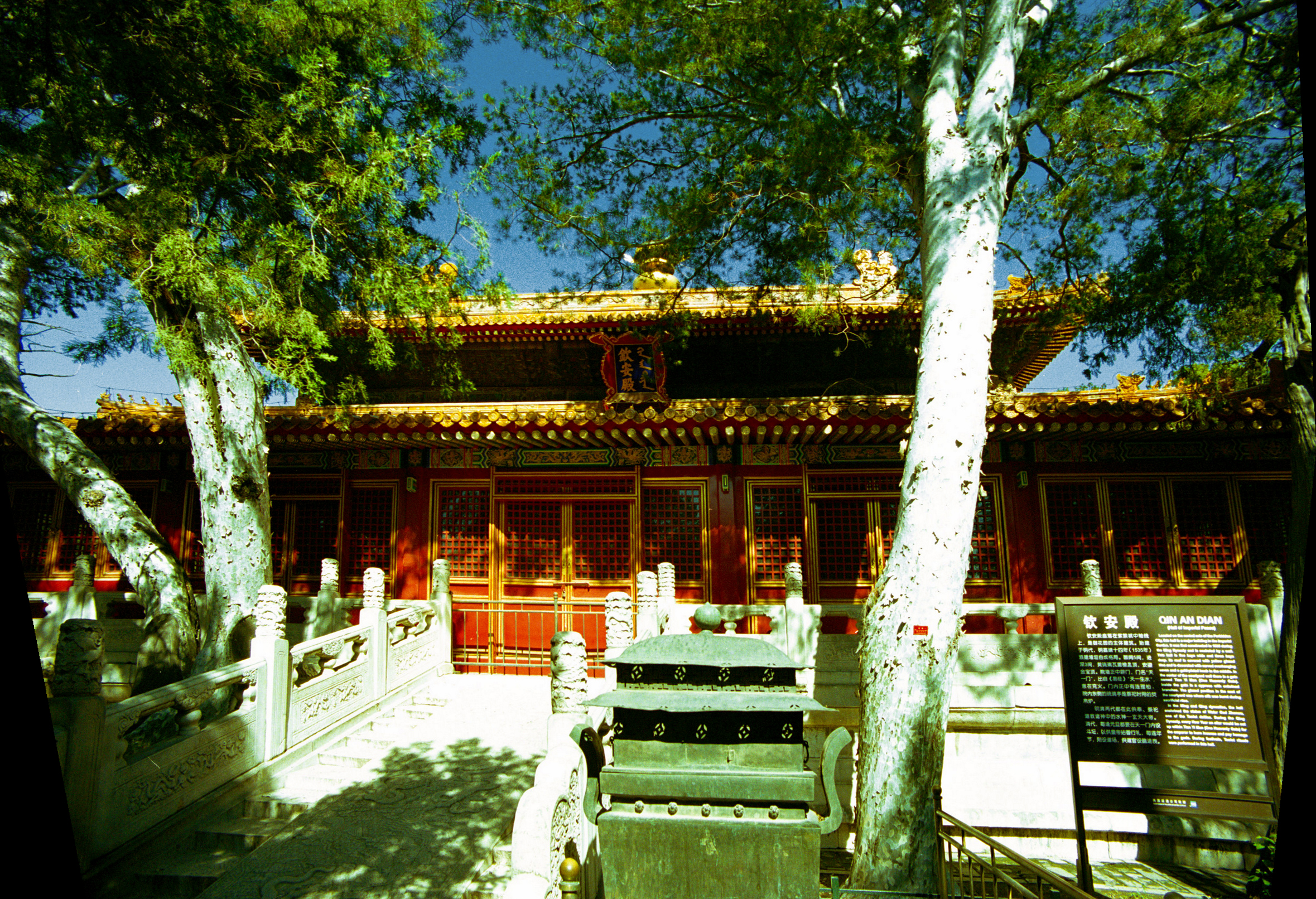
欽安殿

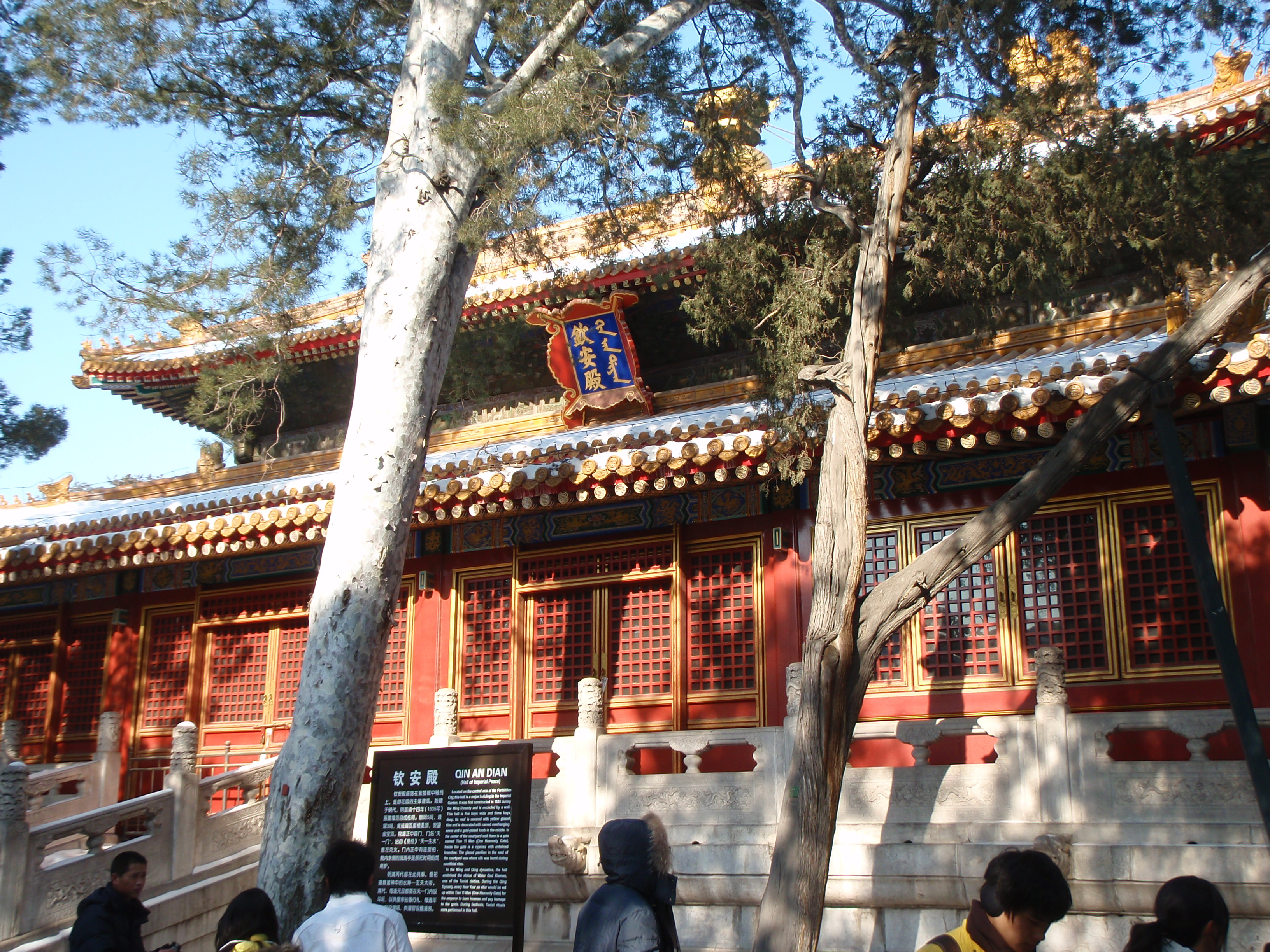
御花園から

欽安殿（きんあんでん、中国語:钦安殿、qīn ān diàn）は、北京の紫禁城内に存在する建物の一つ。御花園の正殿で、道教の玄天上帝をまつった。

## 概要
紫禁城内で最も奥まった場所に存在する欽安殿は、明代に創建された。御花園の正殿である欽安殿は、北方を守護するとされる道教の神の玄天上帝（日本や古代中国では玄武として知られる神であり、「真武大帝」とも呼ばれる）を建物内に祭っている。玄天上帝は水を治める神でもあるため、紫禁城内での火災を防ぐ祈願を行う目的でまつられたと言う。また、建築様式は紫禁城内でも独特なものとなっており、特に屋根の形に変わった特徴を持っている。唯一の入り口は天一門。左右に円形の建物である万春殿、千秋殿があり、背後には堆秀山がある。

## 位置
紫禁城の中で、皇帝が市生活を送った内定の、御花園の中にある。また、御花園の中でも中心に位置し、正殿の役割を果たしている。